# Waterloo-Nord (ancienne circonscription fédérale)
Pour les articles homonymes, voir Waterloo (homonymie).
Waterloo-Nord fut une circonscription électorale fédérale de l'Ontario, représentée de 1867 à 1968.
C'est l'Acte de l'Amérique du Nord britannique de 1867 qui divisa le comté de Waterloo en deux districts électoraux, soit Waterloo-Nord et Waterloo-Sud. Abolie en 1966, elle fut redistribuée parmi Kitchener, Waterloo et Wellington—Grey.

## Géographie
En 1867, la circonscription de Waterloo-Nord comprenait:
- Les cantons de North Waterloo, Woolwich et Wellesley
- La ville de Berlin
- Le village de Waterloo

En 1903, elle comprenait:
- Les cantons de North Waterloo, Wellesley et Woolwich
- Les villes de Berlin et de Waterloo
- Le village d'Elmira

## Députés
1. 1867-1878 — Isaac Erb Bowman, PLC
2. 1878-1887 — Hugo Kranz, CON
3. 1887-1896 — Isaac Erb Bowman, PLC (2)
4. 1896-1908 — Joseph E. Seagram, CON
5. 1908-1911 — William Lyon Mackenzie King, PLC
6. 1911-1917 — William George Weichel, CON
7. 1917-1940 — William Daum Euler, PLC
8. 1940-1952 — Louis Orville Breithaupt, PLC
9. 1952-1958 — Norman C. Schneider, PLC
10. 1958-1965 — Oscar William Weichel, PC
11. 1965-1968 — Keith Hymmen, PLC

- CON = Parti conservateur du Canada (ancien)
- PC = Parti progressiste-conservateur
- PLC = Parti libéral du Canada